# Enciclopédia dos Municípios Piauienses
Enciclopédia dos Municípios Piauienses é uma obra enciclopédica sobre os então 114 municípios do Piauí, de autoria do escritor gaúcho Sidney Soares. Foi impressa em Fortaleza no ano de 1972. Trata de informações sobre os municípios do Piauí, como história, geografia, estatística, cultura, política, administração, lazer, entre outros.